# Castell de Scalloway
El castell de Scalloway és una fortalesa situada a la localitat de Scalloway, a les illes Shetland, Escòcia.

## Història
El 1564, Robert Stewart (1533–1593), fill il·legítim del rei Jaume V, va rebre terres a les Òrcades i les Shetland i, posteriorment, es va establir com a una figura poderosa però sense escrúpols a les illes. Malgrat les nombroses queixes contra ell per confiscar terres i fer un mal ús d'impostos, Stewart va ser nomenat comte de les Òrcades i senyor de Shetland pel rei Jaume VI. Finalment Stewart, que va morir empobrit el 1593, després d'haver-li revocat el comtat el 1587.

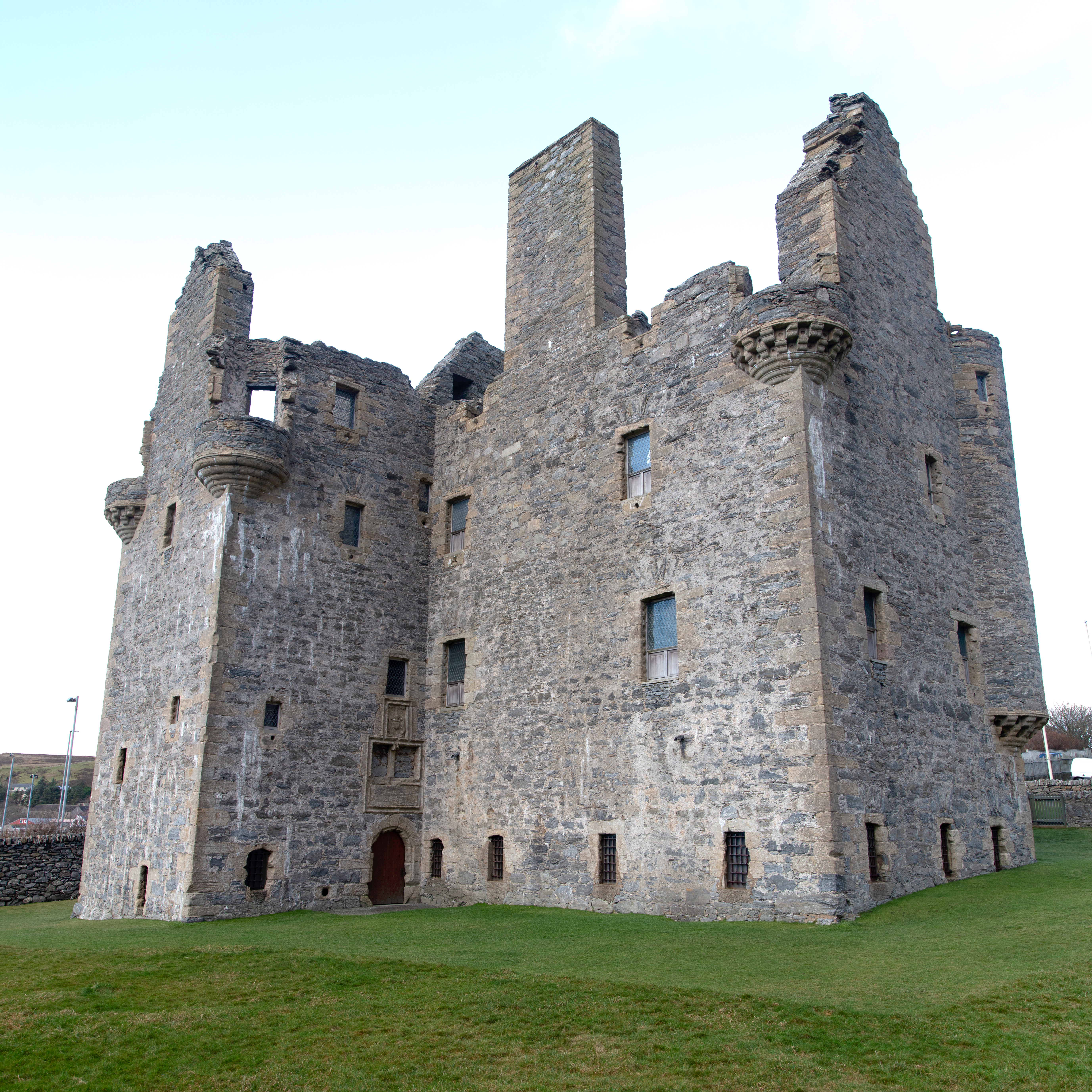
Castell de Scalloway.

El fill de Robert Stewart, Patrick (c. 1566 - 6 de febrer de 1615), que s'havia mantingut a favor del rei i va ser nomenat senyor de les Shetland el 1590. Va succeir al seu pare com a comte d'Òecades, tot i que no es formalitzés fins al 1600. Tanmateix a les Shetland va continuar apropiant-se de terres i es va enfrontar amb els lairds: Laurence Bruce de Cultmalindie, fill de l'aliat de Robert Stewart, es va convertir en el seu principal oponent.
Després de la formalització del seu títol de comte d'Òrcades l'any 1600, Stewart va començar la construcció del castell de Scalloway, la qual va acabar al voltant de 1607. La seva residència principal va ser el Palau Comtal, construït pel seu pare a Birsay, a les Òrcades, mentre que Scalloway va ser utilitzat pel seu representant a les Shetland. El nou castell també va servir com a lloc de reunió del thing (parlament) de les Shetland durant el mandat del comte Patrick. La construcció del castell va ser realitzada per treballadors no pagats, convocats per Patrick de les parròquies de les Shetland, i va ser supervisat pel seu mestre d'obres, Andrew Crawford. Crawford probablement també va ser responsable de la construcció del Palau Comtal de Patrick a Kirkwall, i del Castell de Muness a l'illa de Unst, construït per Bruce de Cultmalindie.

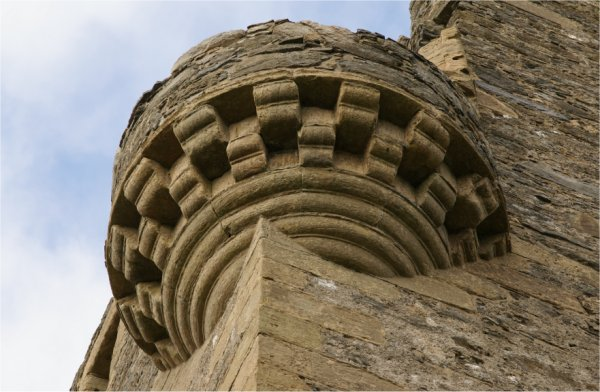
Detall de les mènsules del castell.

El 1609, els lairds de les Shetland es van queixar al rei del comte Patrick pel seu mal govern de les illes. Patrick va ser empresonat posteriorment al castell d'Edimburg, i va ser executat el 1615 per encoratjar el seu fill Robert a recuperar les seves possessions de les Orcades. Mentrestant, el control de les illes va ser lliurat a James Law, bisbe de les Òrcades, que va tenir la seva primera cort al castell de Scalloway l'agost de 1612. El 1653 les tropes van ser estacionades al castell, i a principis del segle XVIII el seu estat es va descriure com a dolent. Part de la pedra ornamental es va eliminar per ser incorporada a la Haa of Sand, una casa del segle XVIII al nord-oest de Scalloway.
Les ruïnes van passar a ser gestionades per l'estat el 1908, i ara són mantingudes per l'Historic Scotland. Les excavacions de 1979-1980 van descobrir les restes de dependències del segle XVII al nord de la torre.

## Descripció
El castell de Scalloway té una planta en L, amb una torre principal de 18 per 10 metres i una ala al sud-oest de 8 metres quadrats. El castell sense sostre és de quatre plantes, amb una coberta addicional sobre la torre principal. La planta baixa té de volta de túnel i conté cuines, magatzems i un pou. Una escala recta condueix al vestíbul del primer pis, i d'aquest pis surten unes escales de cargol que condueixen als pisos superiors. Al voltant del tercer pis hi ha bartizans (torres cantoneres) projectats sobre mènsules decoratives.

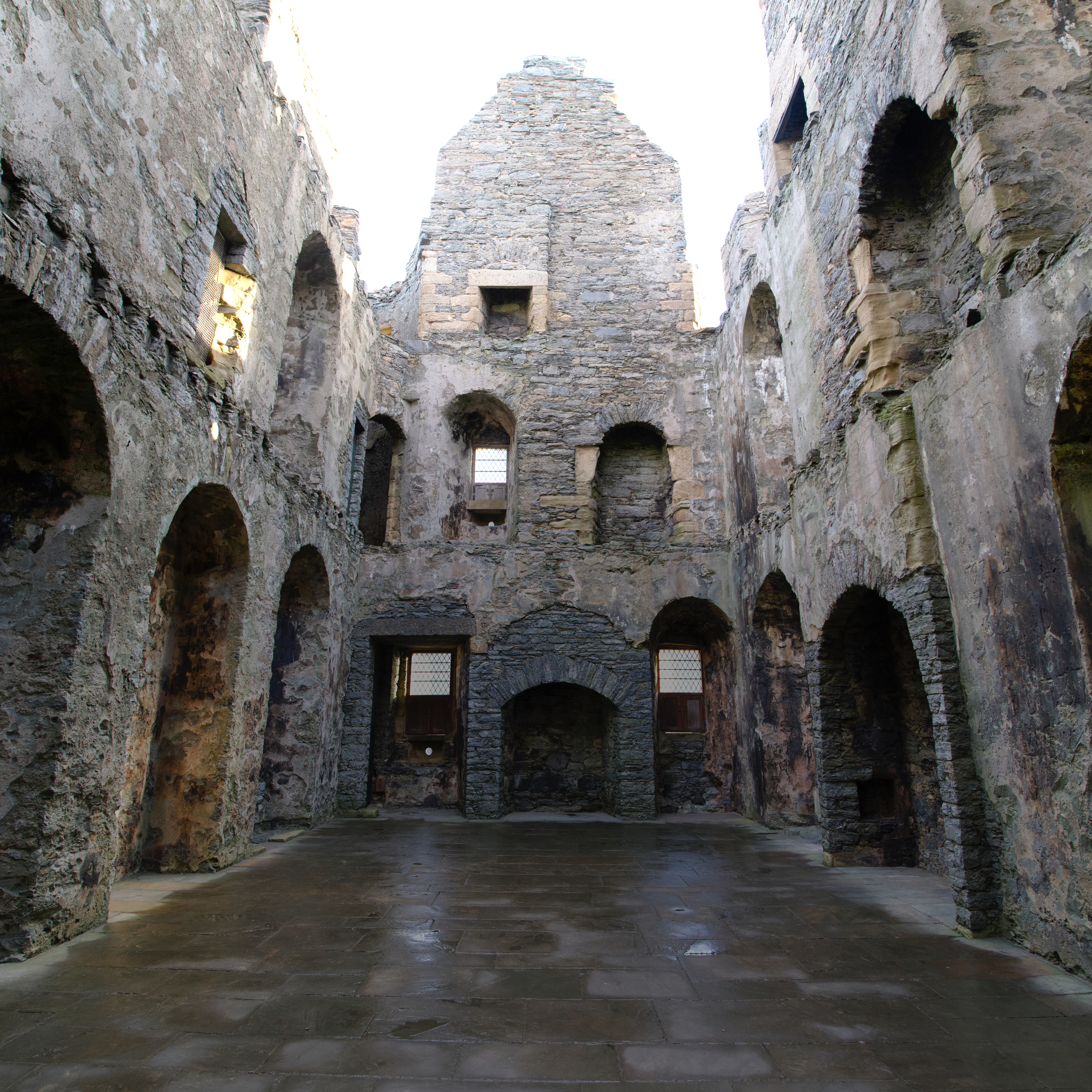
Interior.

Hi ha una inscripció a sobre de la porta, avui il·legible però registrada al segle xviii, que hi deia: "Patrick Stewart, comte d'Òrcades i Shetland. Jaume V, rei d'Escòcia. Aquesta casa els fonaments de la qual està sobre una roca es mantindrà en peu però si es troba sobre la sorra caurà..."
El castell és avui un monument programat.